# ユーリ・ヌズネンコ
ユーリ・ヌズネンコ（Yuriy Nuzhnenko、男性、1976年6月2日 - ）は、ウクライナのプロボクサー。元WBA世界ウェルター級レギュラー王者。

## 来歴
2000年6月24日、ポーランドでプロデビューを果たした。
2006年3月7日、空位のWBAインターコンチネンタルウェルター級王座を獲得した。同王座を3度防衛。
2007年12月8日、フランスでフレデリック・クローゼ（フランス）を12回3-0判定で破り、WBA世界ウェルター級暫定王座を獲得した。
2008年4月19日、アービング・ガルシア（プエルトリコ）と対戦し、10回負傷判定1-0のドローで初防衛に成功した。
2008年10月3日、正規王者アントニオ・マルガリート（メキシコ）のスーパー王座認定により、ヌズネンコは暫定王者からレギュラー王者に昇格した。
2009年4月10日、ビチェスラフ・センチェンコ（ウクライナ）と対戦し、0-3の判定負けで2度目の防衛に失敗し、王座から陥落した。
2010年7月16日、EBUヨーロッパウェルター級王者マシュー・ハットン（イギリス）と対戦するも0-3の判定負け。

## 獲得タイトル
- WBAインターコンチネンタルウェルター級王座
- WBA世界ウェルター級暫定王座（防衛1→レギュラー王座昇格）
- WBA世界ウェルター級レギュラー王座（防衛0）